# Wastegate
 (juin 2017).
Si vous disposez d'ouvrages ou d'articles de référence ou si vous connaissez des sites web de qualité traitant du thème abordé ici, merci de compléter l'article en donnant les références utiles à sa vérifiabilité et en les liant à la section « Notes et références ».
Cet élément d'un moteur à combustion et explosion ne doit pas être confondu avec une « dump-valve » ou une « vanne EGR »
Une wastegate est une soupape qui limite la pression des gaz d'échappement sur la roue de turbine d'un turbocompresseur dans un moteur suralimenté. La wastegate ouvre une dérivation (ou bypass) des gaz d'échappement afin qu'ils ne passent plus par le turbocompresseur, ce qui permet de limiter la vitesse de rotation de la turbine, donc aussi la vitesse de rotation de la roue du compresseur (cette dernière étant la pièce d'un turbo qui permet de mettre sous pression l'air à l'admission d'un moteur thermique).
La fonction première de la wastegate est de protéger le turbocompresseur ainsi que le moteur qui en est équipé d'une pression de suralimentation trop élevée.
L'un des avantages à installer une wastegate sur un turbo aftermarket (pièce non-d'origine) est qu'elle permet d'utiliser un carter de turbine ayant un A/R plus petit, ce qui correspond à pouvoir utiliser un turbo ayant un lag (temps de réponse) plus court, donc qui met moins de temps à se lancer et à créer de la pression.
On peut traduire « wastegate » (littéralement « vanne de rejet ») par « soupape de décharge » en français, mais le terme anglophone reste plus utilisé dans le langage courant.

## Différents types de wastegates

### Externe
Une wastegate dite « externe » est un mécanisme séparé et compact, typiquement employé sur les turbocompresseurs qui ne possèdent pas de wastegate intégrée à leur structure (on parle sinon de wastegate « interne ») .
Une wastegate externe nécessite l'emploi d'un collecteur d'échappement spécial, permettant à la fois d'amener les gaz vers le turbo et vers la wastegate, via un canal supplémentaire. Il arrive parfois que la wastegate soit partie intégrante du collecteur d'échappement lui-même.
Les wastegates externes sont communément employées dans des applications à fortes puissances, donc impliquant généralement de fortes pressions de suralimentation dans le circuit d'admission. Leur intérêt majeur réside dans le fait qu'elles permettent une régulation bien plus précise que les modèles internes, tout en n'étant pas trop limitées en termes de taille (les modèles internes se trouvent limités par la taille et la place disponible limitée du carter de turbine).
Il est parfois possible de voir des wastegates externes montées sur des turbocompresseurs possédant déjà une wastegate interne. Cela est rendu possible grâce à l'emploi d'une cale spécialement usinée et conçue pour maintenir de force le levier de commande du clapet en position fermée. Une autre technique vise tout simplement à souder la mécanique de la wastegate interne, afin de la maintenir définitivement fermée. Cependant, bien qu'étant simple, cette technique n'exclut absolument pas une potentielle défaillance de la soudure, lorsque cette dernière se retrouve soumise à des températures importantes en cours d'utilisation…
Les wastegates emploient généralement une soupape, dont la forme est assez similaire à celle des soupapes utilisées dans le moteur lui-même. Cependant, elles sont bien plus souvent contrôlées par une force pneumatique que par un arbre-à-cames. Certaines utilisent un « papillon » similaire à celui qui permet de modifier le débit d'air à l'admission d'un moteur thermique, bien que ce soit un montage plutôt rare.

### Interne
Dans le cas d'une wastegate dont le mécanisme est directement incorporé au carter de turbine du turbocompresseur, on parle de wastegate « interne ».
Intégrée directement dans le processus de fabrication du turbo qui lui est associé, elle présente l'avantage notable d'être assez bon marché et amplement suffisante à sa tâche pour de l'emploi dit « général » (entendre : « puissances modestes sans trop de contraintes »).
Si son emploi n'est guère convaincant en utilisation sur des applications à forte puissance, pour les raisons citées précédemment, sa simplicité et sa facilité de fabrication en font un atout indéniable pour les constructeurs automobiles, dont la plupart des véhicules sortant des chaînes de montages sont majoritairement à vocation familiale et urbaine. La quasi-totalité des véhicules à moteur Diesel commercialisés en sont équipés.

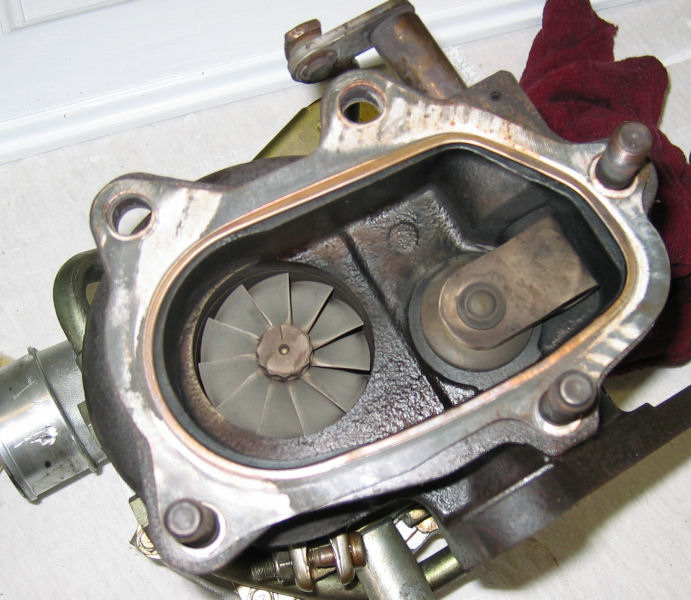
Un turbocompresseur à wastegate interne. Le clapet de décharge est situé sur la droite de la roue de turbine, mais il fait partie intégrante de son carter. Sur le dessus, on voit partiellement le bras de levier permettant d'actionner le mécanisme.
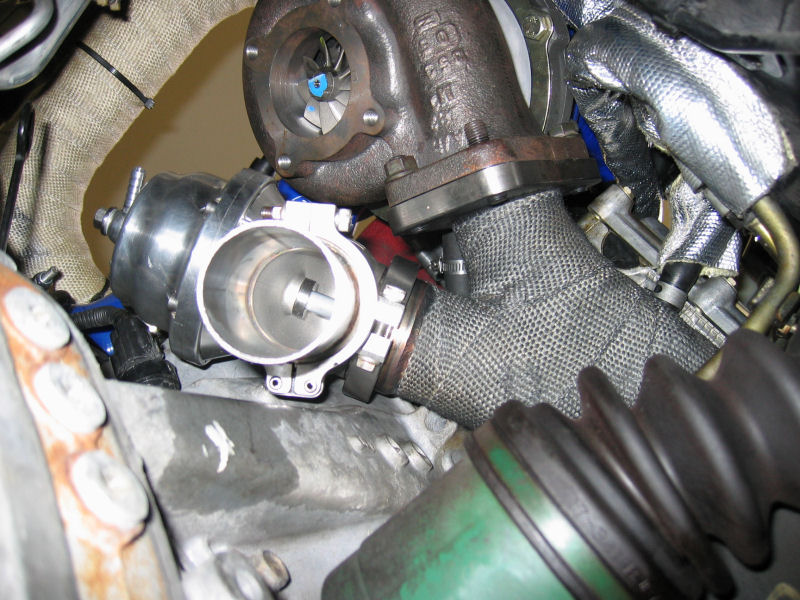
Une wastegate externe, installée à côté de son turbo.
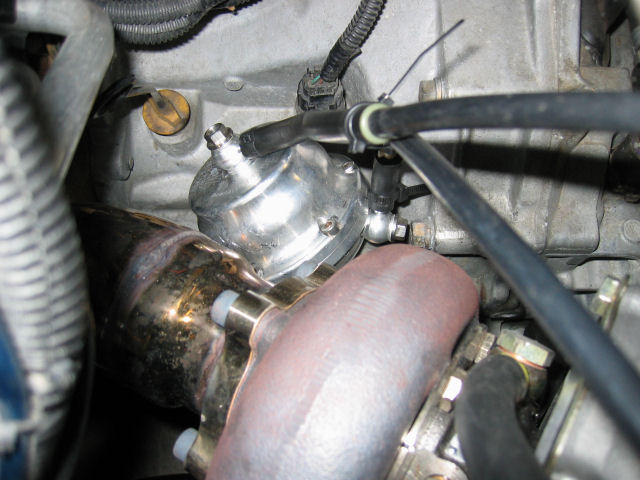
Une wastegate Tial de 44 mm à double entrée. L'entrée latérale est l'entrée primaire. L'entrée du dessus est l'entrée secondaire, mais elle n'est pas employée dans ce montage.

## Wastegates atmosphériques
Une wastegate dite « atmosphérique » (en anglais on parle aussi de « divorced wastegate »), évacue les gaz déviés directement à l'air libre, au lieu de les renvoyer dans la ligne d'échappement avec le reste.
Elle permet de limiter l'apparition d'écoulements turbulents dans les gaz d'échappement, tout en participant à limiter la contre-pression dans le circuit d'évacuation des gaz brûlés.
Le tuyau d'évacuation d'une wastegate atmosphérique est cummunément appelé « Screamer pipe » (littéralement « tuyau hurleur »), dû aux gaz brûlants évacués directement, sans aucun silencieux, et aux bruits assez forts que cela produit.

## Contrôle

### Manuel
La manière la plus simple de contrôler une wastegate est une simple liaison mécanique, qui permet à l'utilisateur de contrôler directement la position du clapet depuis son siège.
Quasi absente dans le monde automobile, c'est une application qui se retrouve parfois à l'intérieur de petits avions de tourisme à moteur turbocompressé.

### Pneumatique
Le contrôle en boucle fermée le plus simple pour une wastegate est d'amener une recopie de la pression de suralimentation prise directement depuis le circuit de charge, en l'appliquant directement à l'actionneur (actuator) de la wastegate.
Un petit tuyau permet de connecter l'actionneur de la wastegate à la sortie du compresseur du turbocompresseur, les tuyaux de charge, ou le collecteur d'admission.
La wastegate s'ouvrira aussitôt que la pression dans le tuyau arrivera à vaincre la force du ressort de rappel contenu dans l'actuator, jusqu'à ce que l'équilibre mécanique soit obtenu. Un système plus évolué peut être ajouté, en intégrant un système de contrôle de pression électronique programmable par exemple.
Beaucoup de préparateurs et d'amateurs de tuning connaissent ce petit boitier sous le nom de « boost controller ».
Les wastegates classiques ne possèdent qu'une seule entrée, à laquelle se retrouve attachée la ligne de contrôle de pression, cette dernière provenant du circuit d'admission ou du solénoïde du boost controller s'il y en a un. C'est la configuration la plus courante et elle est la seule employée sur les systèmes à wastegates internes.
Une wastegate dual port, à double entrée, possède une seconde entrée sur le côté opposé à l'actionneur. La pression d'air pouvant accéder à cette seconde entrée aide le ressort à pousser plus fort dans le sens de fermeture de la wastegate. Elle agit exactement à l'inverse de la première entrée. Cela permet d'améliorer la capacité de la wastegate à rester en position fermée, même lorsque de fortes pressions sont appliquées dessus.
Au chapitre des inconvénients, cela entraîne une grande complexité du système de contrôle de la pression, imposant de rajouter des prises de contrôle de pression supplémentaires ou carrément un autre système de contrôle de pression en parallèle, avec son propre solénoïde séparé… Cependant, l'emploi de la deuxième entrée n'est absolument pas impératif, et beaucoup de montages ne l'emploient pas. Les entrées secondaires, contrairement aux primaires, ne peuvent pas être simplement reliées à une prise d'air sous pression. Elles nécessitent un contrôle manuel ou souvent électronique pour être efficaces. Lorsqu'elles sont employées, on y injecte parfois du CO2, permettant de contrôler le niveau de pression de manière plus précise.

### Électrique
Certains moteurs d'avion des années 1940 étaient équipés de wastegates actionnées électriquement, comme le Wright R-1820 équipant le B-17 Flying Fortress. La General Electric était la plus grande productrice de ces systèmes.
Existantes bien avant l'ère de l'informatique, elles étaient entièrement à commande analogique. Les pilotes avaient un contacteur sur leur tableau de bord permettant de choisir entre différents niveaux de pression préréglés. Les wastegates électriques tombèrent bientôt en disgrâce, en raison de la philosophie de conception qui prônait la séparation entre les systèmes de contrôle du moteur et les systèmes électriques.

### Hydraulique
La plupart des moteurs d'avion turbocompressés modernes utilisent des wastegates à contrôle hydraulique, dont le fluide n'est autre que l'huile moteur.
Les systèmes de Lycoming et Continental agissent selon les mêmes principes et utilisent des pièces similaires, qui ne diffèrent que par leur nom…
À l'intérieur de l'actionneur de la wastegate, un ressort agit pour ouvrir la wastegate, tandis que la pression d'huile agit pour la fermer. Du côté de la sortie d'huile de l'actionneur se trouve un contrôleur de densité, une soupape d'huile contrôlée par la pression de l'air extérieur à l'avion. Elle contrôle la vitesse à laquelle l'huile qui est amenée à l'intérieur de l'actionneur peut « fuir » et repartir dans le moteur: Quand l'avion grimpe, la pression de l'air extérieur chute avec l'augmentation d'altitude, la valve commence donc à se refermer progressivement et l'huile qui « pouvait fuir » se retrouve à présent emprisonnée dans le boitier de l'actuator. Ce dernier peut donc enfin agir sur le clapet de la wastegate pour le fermer, ce qui permet d'augmenter la pression d'air à l'admission créée par le turbo.